# Nothoprocta curvirostris
Nothoprocta curvirostris là một loài chim trong họ Tinamidae.